# È asciuto pazzo 'o padrone
È asciuto pazzo 'o padrone è il 12º album in studio del cantautore italiano Edoardo Bennato pubblicato nel 1992 dalla Virgin (e ristampato nel 2004 dalla Cheyenne Records) con lo pseudonimo di Joe Sarnataro e i Blue Stuff, nome della band che lo accompagna.

## Il disco
Joe è un personaggio di fantasia di origine napoletana, ma che vive stabilmente in America da diversi anni. Egli decide di tornare a Napoli con il ricco bagaglio di esperienze musicali accumulate negli Stati Uniti - quel misto di suoni e ritmi d'oltreoceano che incarnano, in un certo senso, il flusso artistico che, nel ventesimo secolo, arrivò a contaminare la tradizione musicale italiana (ovviamente, però, il personaggio si colloca in epoca contemporanea). Insieme all'album, al quale è allegata una storia a fumetti, Sarnataro realizza un lungometraggio televisivo dal titolo "Joe e suo nonno" in cui partecipano oltre ai Blue Stuff e a Peppe Lanzetta, volti noti del cinema e dello spettacolo, quali Lino Banfi (nel ruolo del goffo dirigente scolastico apulo-campano Nicola Scarola) e Renzo Arbore (nei panni del commendatore Renzo). 
Nei testi dell'album, Bennato sembra tornare alla graffiante ironia degli esordi, attraverso denunce di corruzione, malcostumi, mentalità retrograde. Il blues, il rock'n'roll e il boogie-woogie la fanno da padrone, attraverso pezzi originali (tranne una sola reinterpretazione, Liev 'e mano alloca! (Nun tucca' Curoglio) che ricalcano, tra omaggio e citazione, gli stilemi di questi generi che hanno segnato la musica popolare del ventesimo secolo.

Nell'album dello stesso anno Il paese dei balocchi, Bennato si rivolgerà ironicamente al suo alter ego attraverso la canzone Attento Joe.

## Tracce
Testi di Edoardo Bennato, musiche di Edoardo Bennato, eccetto dove indicato; edizioni musicali Cinquantacinque.
1. Intro[2] – 0:40
2. È asciuto pazzo 'o padrone[3] – 3:47
3. Sotto viale Augusto che ce sta?[4] – 5:30
4. 'O billoco l’acqua[5] – 4:13
5. Accussì va 'o munno[6] – 3:34
6. Va vedenno mo' chi è stato[7] – 4:33
7. Vutammo pe' te[8] – 4:10
8. 'Lleve 'e mano alloca! (Nun tucca' Coroglio)[9] – 2:33 (musica: Big Joe Williams)
9. Che Babbilonia![10] – 3:52
10. Comme aggia fa'[11] – 3:17
11. 'A gente è bona[12] – 3:44
12. Nisciuno![13] – 4:54

## Formazione
- Edoardo Bennato - voce, armonica
- Enzo Caponetto - chitarra
- Guido Migliaro - chitarra, armonica
- Roberto D'Aquino - basso
- Mario Insenga - batteria
- Renato Federico - pianoforte
- Giorgio Savarese - organo Hammond

## Curiosità
- Curiosamente, durante il lungometraggio, oltre al canto Bennato si limita a suonare l'armonica e non lo si vede mai imbracciare la chitarra (circostanza che, peraltro, riflette la scelta adottata dal gruppo nel disco e nelle tournée che seguono nei due anni successivi).